# Nancy Genzel Abouke
Nancy Genzel Abouke (født 5. juli 2003) er en vægtløfter fra Nauru.
Hun repræsenterede Nauru, som en af kun to atleter, ved sommer-OL 2020. Hun deltog i kategorien 76 kg for kvinder, hvor hun sluttede som nummer 10.